# Trzęsienie ziemi na Alasce (1965)
Trzęsienie ziemi na Alasce – trzęsienie ziemi z dnia 3 lutego 1965 roku, pozostaje jednym z największych kiedykolwiek zanotowanych przez sejsmografy – osiągnęło magnitudę 8,7. Wystąpiło w archipelagu Wysp Szczurzych.

## Zdarzenie
Trzęsienie ziemi wystąpiło 3 lutego o 19:01 czasu lokalnego. Jego siłę obliczono na 8,7 magnitudy. O godzinie 21:40 czasu lokalnego wystąpił wstrząs wtórny, odczuwalny w dużej części archipelagu.

## Skutki
Zniszczenia materialne spowodowane trzęsieniem ziemi ograniczyły się do uszkodzeń w infrastrukturze regionu (spękania nawierzchni dróg i pasów startowych na lotniskach. na wyspach: Shemya i Attu). Na wyspie Adak, w wyniku wstrząsów w murach wielu budynków otworzyły się szczeliny.
Wstrząsy spowodowały powstanie serii fal tsunami; wysokość najwyższej określono na 10,7 metra. Fala ta uderzyła w wybrzeża wyspy Shemya, jednocześnie powodując niszczącą powódź na wyspie Amczitka, gdzie koszt zniszczeń oszacowano na dziesięć tysięcy dolarów.